# Gustav Stracke
Gustav Stracke   (Haßlinghausen, 2 de juliol de 1887 - agost 1943) va ser un astrònom alemany.
El 1911 Stracke va començar a treballar com a assistent en l'Institut de Càlcul Astronòmic de Berlín-Dahlem. El 1920 va obtenir el títol d'observador i a partir de 1926 va ser professor. Va formular nombroses proposicions per designar certs objectes astronòmics com els asteroides, i moltes de les seves idees sobre terminologia van ser acceptades.

## Asteroides designats en el seu honor
Stracke havia sol·licitat públicament que cap asteroide es designés amb el seu nom. Malgrat aquest desig, Karl Wilhelm Reinmuth va designar «(1019) Strackea» en honor d'Stracke un asteroide que havia descobert el 1924.
Reinmuth va ignorar de nou la voluntat de Stracke en denominat un altre asteroide amb el nom «(1201) Strenua» (del llatí strenuus, que significa competent) en referència al significat en alemany del terme Stracke. Finalment, va fer que els asteroides del 1227 al 1234 portin noms que les seves inicials són les lletres de "G STRACKE":
- (1227) Geranium
- (1228) Scabiosa
- (1229) Tilia
- (1230) Riceia
- (1231) Auricula
- (1232) Cortusa
- (1233) Kobresia
- (1234) Elyna

## Asteroides amb noms proposats per Stracke
Alguns dels asteroides descoberts per Karl Wilhelm Reinmuth van rebre noms proposats per Stracke:
- (1187) Afra
- (1042) Amazone
- (1041) Asta
- (1043) Beate
- (1182) Ilona
- (1374) Isora
- (1183) Jutta
- (1044) Teutonia